# Simo Häyhä
Simo Häyhä (17. prosince 1905 Rautjärvi – 1. dubna 2002 Hamina), finskou propagandou označovaný jako Bílá smrt, valkoinen kuolema, byl finský voják, který během zimní války působil jako odstřelovač. Během svého působení ve válce měl potvrzených zabití 542 (s nepotvrzenými až 1000+) rudoarmějců ruskou puškou Mosin, počet zabití potvrdil i svými zápisky a údajně zabil stejné množství samopalem Suomi, ovšem o tom druhém se ve svém v deníku nezmiňuje, ale potvrdil to jeho kapitán. Simo Häyhä byl vyzdvihován dobovou finskou válečnou propagandou jako neviditelný odstřelovač. Finským odstřelovačům se v Rudé armádě přezdívalo kukačky, podle dobře maskovaných pozic v hustém porostu.

## Život a kariéra
Simo Häyhä se narodil v malém městečku Rautjärvi, ležícím na Karelské šíji poblíž hranic se Sovětským svazem (stav 1920–1940). Vojenskou službu nastoupil v roce 1925; pro jeho vynikající střelecké schopnosti (byl vášnivým lovcem) mu byla svěřena úloha odstřelovače, ve finských ozbrojených silách považovaná za přísně výběrový post. Finští odstřelovači byli v celosvětovém měřítku elitou.[zdroj?]
Po mobilizaci po přepadení Finska 30. listopadu 1939 Sovětským svazem byl jakožto samostatně působící odstřelovač přidělen k 12. pěší divizi plukovníka Svenssona, dislokované v oblasti okolo řeky Kollaa. V této oblasti bojoval od samotného počátku bojů (30. listopadu 1939) až do 6. března 1940. Tehdy na úseku fronty, kde operoval Häyhä se svojí jednotkou, začali tlačit Sověti frontálním útokem. Simův 34. pěší pluk utrpěl během útoku těžké ztráty, sám Simo Häyhä byl zasažen do obličeje kulometem a nebo tříštivou střelou (v závislosti na zdroji), což mu způsobilo frakturu čelisti, následně upadl do kómatu na celý týden. Zraněného Sima během těžkých bojů kamarádi odtáhli do týla.
Během tří měsíců svého působení s pomocí odstřelovací pušky zlikvidoval 259 rudoarmějců (dle neoficiálních finských statistik 542, sám však považoval tyto údaje za přehnané). Stejný počet zabil pomocí samopalu Suomi a ti se do odstřelovaných statistik nezapočítávají, celkem tedy kolem 500.
Krátce po konci zimní války jej maršál Mannerheim povýšil z desátníka (finsky alikersantti) na nadporučíka (finsky luutnantti), což představuje největší hodnostní skok v historii finské armády. Žádného dalšího konfliktu se už nezúčastnil – zranění na něm zanechalo trvalé následky. Sovětská kulometná a nebo tříštivá střela z pušky Simovi roztříštila čelist a potrhala tvář. Uplynulo několik let, než se mu zranění zahojila, a jeho tvář zůstala navždy znetvořena.
Po válce se zabýval chovem psů a lovem. Svoje poslední léta strávil ve vesničce Ruokolahti v jihovýchodním Finsku, 15 km od ruské hranice. Když se ho zeptali v roce 1998 na tajemství jeho přesnosti, odpověděl: „Praxe.“ A svůj rekord přes 500 zabitých nepřátel okomentoval slovy: „Dělal jsem, co mi přikazovali; nejlépe, jak jsem mohl.“

## Metody

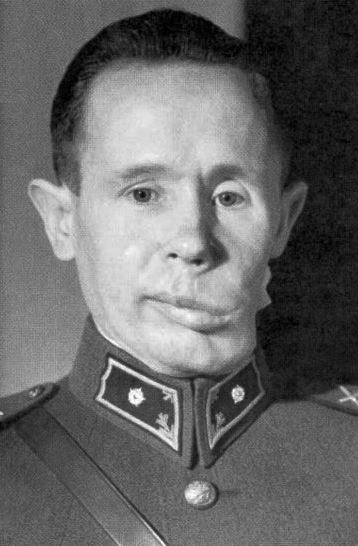
Nadporučík Simo Häyhä po válce

Simo Häyhä používal obvykle pušku Mosin-Nagant M28 s mechanickými mířidly. Zpočátku ani jinou neměl, teprve v únoru 1940 mu byla Švédy darována klasická odstřelovací puška Mauser s puškohledem, nicméně i přesto dále upřednostňoval M28, se kterou dokázal spolehlivě zabíjet nepřátele na vzdálenost 400 metrů (za vhodných podmínek až 600 metrů). Mluvily pro ni tři výhody. Její mechanická mířidla neodrážela světlo a střelec s ní měl menší (a tudíž méně nápadnou) siluetu než střelec používající pušku s puškohledem, který musí trochu více zvednout hlavu. Optická mířidla navíc v tuhém mrazu namrzala.
Vzhledem ke své drobné postavě (152 cm) si Häyhä většinou nelehal, ale spíše seděl v nějaké malé díře. Oblečen v bílém maskovacím oděvu operoval v zasněžené krajině při teplotách, které kolísaly od −20 do −40 °C. Když vyrážel na své výpravy do země nikoho a do nepřátelského týlu, často říkával, že odchází „lovit Rusy“ (stejně jako později ruští odstřelovači s oblibou tvrdili, že jdou „lovit Němce“).

## Pocty
Vrcholná soutěž finských odstřelovačů byla na jeho počest pojmenována Odstřelovačská soutěž Sima Häyhäho.
V roce 2010 zařadila švédská powermetalová skupina Sabaton na desku Coat of Arms píseň White Death ("Bílá smrt"), věnovanou tomuto odstřelovači.
V roce 2023 vydala britská heavy metalová skupina Tailgunner singl k jejich debutovému albu Guns for Hire s názvem White Death, jejímž tématem je právě tento odstřelovač